# The Damnation Game
The Damnation Game – drugi album studyjny grupy Symphony X. Ukazał się on 8 miesięcy od premiery ich debiutanckiej płyty Symphony X. Album bardzo różni się od poprzednika. Dużymi zmianami był nowy wokalista Russell Allen i o wiele lepsza jakość nagrania osiągnięta dzięki współpracy ze Steve'em Evettsem i Erikiem Rachelem.

## Twórcy
- Sir Russell Allen - śpiew
- Michael Romeo - gitara elektryczna
- Michael Pinnella - instrumenty klawiszowe
- Thomas Miller - gitara basowa
- Jason Rullo - perkusja

## Lista utworów
1. "The Damnation Game" – 4:32
2. "Dressed to Kill" – 4:44
3. "The Edge of Forever" – 8:08
4. "Savage Curtain" – 3:30
5. "Whispers" – 4:48
6. "The Haunting" – 5:21
7. "Secrets" – 5:42
8. "A Winter's Dream - Prelude" (Part I) – 3:03
9. "A Winter's Dream - The Ascension" (Part II) – 5:40